# みかん色の恋
「みかん色の恋」（みかんいろのこい）は、ずうとるびの3枚目のシングル。
1974年11月10日にエレックレコードから発売された。

## 解説
- 作詞は2枚目のシングル『恋のパピプペポ』から2作連続となった岡田冨美子、作曲も『恋のパピプペポ』から2作連続となった佐瀬寿一。
- ずうとるびの代名詞とも言われており、メンバーの山田隆夫は出演している笑点の大喜利コーナーでたびたび歌っている。
- また、ずうとるびがメインレギュラーを務める公開バラエティ番組『時間だヨ!アイドル登場』（日本テレビ系列）では、この歌の替え歌をテーマソングにしている。
- レコードでは江藤博利がメインボーカルを務めているが、テレビ・ライブなどでは全ての歌詞を全員で歌っていたこともある。
- アルバム「ずうとるびセカンド みかん色の恋」と同時発売。
- B面曲はアルバム『ずうとるびファースト』からのシングルカットとなった。
- 今作以降レコードジャケットの中面に、笑点の構成作家の新野隆司のコメントがなくなった。
- B面曲のタイトルである「こずえちゃん」とは、山田の初恋の人の名前らしい。
- 小泉今日子が、自身の愛唱歌を取り上げた1988年のアルバム『ナツメロ』の中で「みかん色の恋」をカヴァーしている。

## 収録曲
A面
- みかん色の恋（作詞：岡田冨美子、作曲：佐瀬寿一）

B面
- こずえちゃん（作詞・作曲：山田隆夫、補作：佐藤公彦）